# Jocurile Olimpice de vară din 2028
Jocurile Olimpice de vară din 2028, cunoscute ca a XXXIV-a ediție a Jocurilor Olimpice, se vor desfășura la Los Angeles, sub numele de Los Angeles 2028. Va fi a treia ediție a Jocurilor organizată în metropola din Califonia după cele din 1932 și 1984.
Los Angeles a candidat inițial pentru Jocurile Olimpice de vară din 2024. Dar după ce în cursă au rămas doar două orașe, Los Angeles și Paris, Comitetul Internațional Olimpic (CIO) a aprobat un proces de atribuire simultană a Jocurilor Olimpice de vară din 2024 și 2028 celor doi candidați rămași, Los Angeles fiind preferat ca gazdă pentru 2028.
Los Angeles a primit oficial Jocurile în cadrul celei de-a 131-a sesiuni CIO de la Lima, Peru, pe 13 septembrie 2017. Va fi a cincea ediție a Jocurilor Olimpice de vară și cea de-a noua în general, care va fi găzduită de Statele Unite. Los Angeles va deveni al treilea oraș gazdă de trei ori după Londra și Paris și primul oraș din America de Nord care a făcut acest lucru.
Cinci sporturi propuse de organizatori, cricket, flag football, lacrosse, squash și baseball-softball au fost acceptate de către CIO pentru a fi introduse în programul acestei ediții a jocurilor.

## Legături externe
- en  LA 2028
- en  Site web oficial